# Kyösti Virrankoski
Kyösti Virrankoski este un om politic finlandez, membru al Parlamentului European în perioada 1996-2009 din partea Finlandei.
1. ↑  Deputații în Parlamentul European